# Гучум-Калі
Гучум-Калі (рос. Гучум-Кали) — село у Ітум-Калінському районі Чечні Російської Федерації.
Населення становить 221 особу. Входить до складу муніципального утворення Гучум-Калінське сільське поселення.

## Історія
Згідно із законом від 14 липня 2008 року органом місцевого самоврядування є Гучум-Калінське сільське поселення.

## Населення
| 1990 | 2002 | 2010 |
| ---- | ---- | ---- |
| 170  | ↗231 | ↘221 |